# HuniePop
HuniePop（ハニーポップ）は、HuniePot製作のアダルトゲーム、恋愛シミュレーション、パズルゲーム。

## 概要
Kickstarterによる資金提供で開発がスタート。目標2万ドルの所、1483人の賛同者を得て、5万3536ドルの資金が集まった。2015年1月19日に発売。Humble BundleやMangaGamerで販売されている18禁版と、Steamで販売されている全年齢版が存在する。